# Salvatore Spinelli
Salvatore Spinelli OSBCas (* 9. Juni 1746 in Neapel; † 8. Januar 1805 ebenda) war ein italienischer römisch-katholischer Geistlicher, Bischof von Lecce und Erzbischof von Salerno.

## Leben
Er stammte aus der Familie der Marchesi di Fuscaldo. Das Sakrament der Priesterweihe empfing er am 18. Juni 1769.
Am 13. Juni 1779 wurde er zum Bischof von Catanzaro ernannt. Die Bischofsweihe spendete ihm am 18. Juli desselben Jahres Kardinal Lazzaro Opizio Pallavicini; Mitkonsekratoren waren Erzbischof Stefano Evodio Assemani und der Bischof von Mileto, Giuseppe Maria Carafa CR. Am 26. März 1792 wurde Salvatore Spinelli auf den Bischofssitz von Lecce transferiert und am 18. Dezember 1797 wurde er zum Erzbischof von Salerno erhoben.